# Військовий комітет НАТО

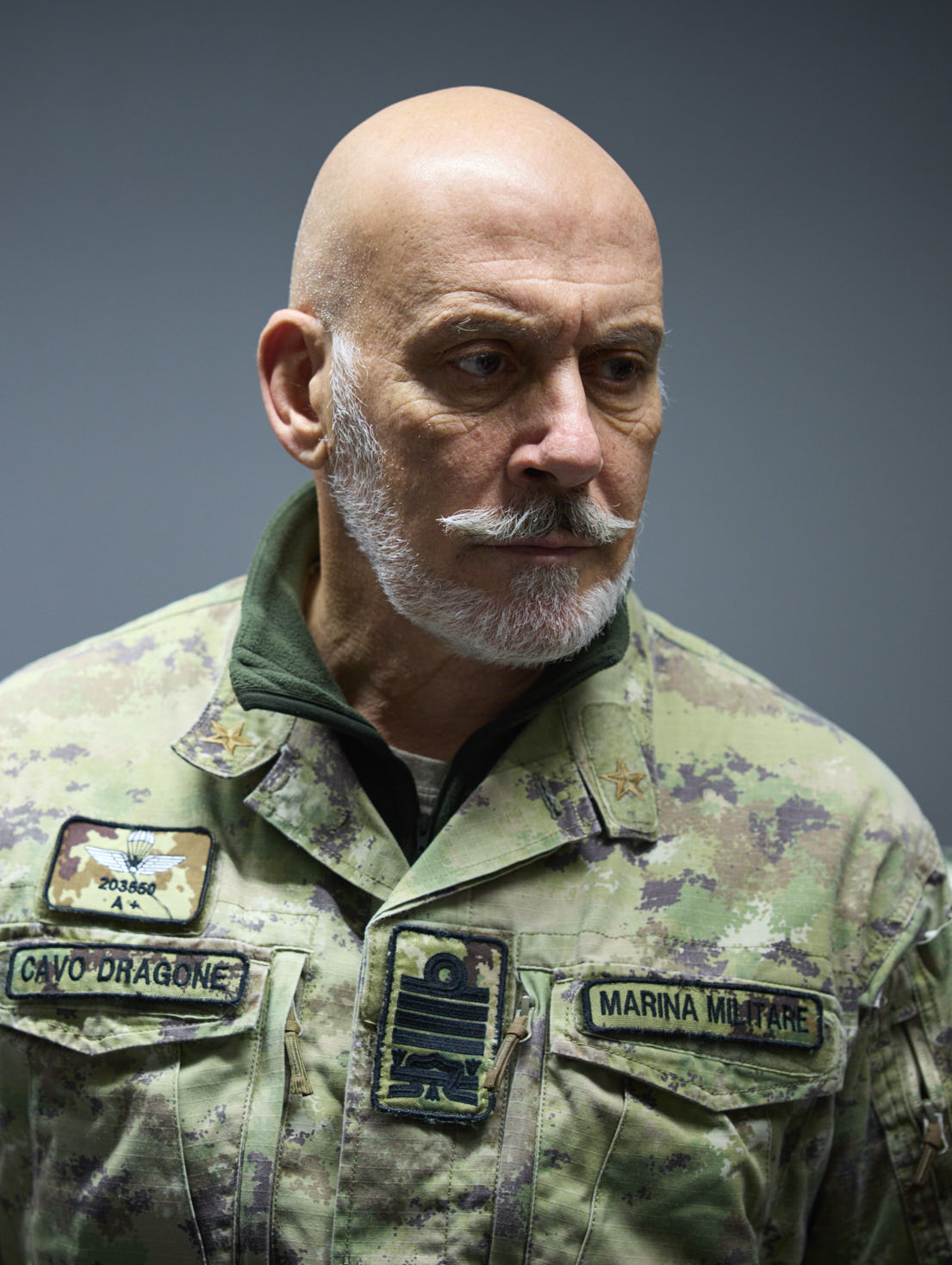
Голова військового комітету НАТО з 2025 року — італійський адмірал Джузеппе Каво Драгоне

Військо́вий коміте́т НАТО (англ. Military Committee, MC) — військовий орган НАТО найвищої інстанції. Також він основним органом військової консультативно-дорадчої допомоги для цивільних керівних органів НАТО — Північноатлантичної ради та Групи ядерного планування. Загальне політичне керівництво Військовим комітетом здійснює Північноатлантична рада і, за потреби, Комітет з оборонної політики та планування НАТО та Група ядерного планування НАТО.
Військовий комітет (ВК) разом з Північноатлантичною радою є найстарішими постійнодіючими органами Альянсу — обидва були сформовані менше ніж через рік після підписання Північноатлантичного договору.

## Функції та завдання ВК

### Рекомендації з військових питань органам з ухвалення політичних рішень
Північноатлантична рада, перш ніж ухвалити рішення про участь НАТО в будь-яких військових діях, проводить консультації з Військовим комітетом. Через це ВК вважається найважливішою сполучною ланкою між процесом ухвалення політичних рішень керівництвом Альянсу і військовою структурою блоку, яка їх реалізує. Військовий комітет також грає ключову роль в розробці військової політики і доктрини НАТО в рамках дискусій у Північноатлантичній раді, Групі ядерного планування та інших керівних органах.
Рекомендації з військових питань, які надає військовий комітет включають:
- вироблені на основі консенсусу рекомендації щодо військової політики і стратегії для Північноатлантичної ради;
- консультації Північноатлантичної ради з питань санкціонування військових дій;
- рекомендації іншим керівним політичним органам НАТО щодо заходів, необхідних для забезпечення колективної оборони країн-членів НАТО, а також необхідних для реалізації рішень, пов'язаних з операціями та місіями НАТО.

Таким чином, Військовий комітет є невід'ємною частиною процесу ухвалення рішень в Альянсі. Під час криз, міжнародної напруженості або воєнного конфлікту, а також при проведенні НАТО військових операцій, наприклад як це було у Афганістані та Косово, комітет консультує Північноатлантичну раду з питань воєнно-політичної обстановки, а також надає рекомендації щодо застосування військової сили, виконання планів дій з врахуванням її особливостей та розробки необхідних правил і принципів застосування сили.

### Стратегічне керівництво
Військовий комітет також керує стратегічними командуваннями НАТО, дає загальні військові керівні вказівки Стратегічному командуванню ОЗС НАТО з операцій і Стратегічному командуванню ОЗС НАТО в Європі, бере участь у розробці військової стратегії і стратегічних концепцій Альянсу. У цьому контексті він щорічно готує довгострокову оцінку сил і воєнних можливостей країн, що становлять потенційну загрозу інтересам НАТО, а також сфер, що представляють ризик для інтересів НАТО.

## Склад Комітету
Держави-члени НАТО у Військовому комітеті представляють вищі офіцери як правило, в званні генерал-лейтенанта або віце-адмірала, які одночасно є військовими представниками генеральних штабів своїх збройних сил в штаб-квартирі НАТО. Військові представники виступають від імені своїх держав і представляють їх інтереси, залишаючись при цьому відкритими для ведення переговорів і дискусій з метою досягнення консенсусу в НАТО. Ісландія, яка не має власних збройних сил, у Військовому комітеті представлена цивільною особою.
Очолює Військовий комітет Голова ВК, який обирається міністрами оборони країн НАТО на трирічний термін. Голова Військового комітету є головним військовим посадовцем НАТО. Він керує повсякденною роботою Військового комітету, а також є офіційним представником ВК і, таким чином, старшим військовим представником Альянсу з усіх військових питань. Голова Військового комітету має міжнародний статус і несе відповідальність перед ВК за виконання своїх обов'язків. Він є його офіційним представником і речником, керує поточною діяльністю комітету та від його імені надає розпорядження Директорату міжнародного військового штабу. За відсутності Голови його функції на засіданнях ВК виконує заступник голови Військового комітету.

## Робочі механізми комітету
Офіційні або неформальні засідання Військового комітету, на яких обговорюються військові питання і приймаються рішення про дії ОЗС НАТО проводяться як мінімум один раз на тиждень. Як правило ці засідання проводяться у четвер, безпосередньо після щотижневих засідань Північноатлантичної ради по середам. Це дає можливість швидко реагувати на рішення Ради. На практиці засідання скликаються в будь-який час в міру необхідності відповідно до ситуації, і, зазвичай, наради Північноатлантичної ради та Військового комітету відбуваються значно частіше одного разу на тиждень.
Тричі на рік, як політичний орган, що відповідає за ухвалення рішень, Військовий комітет проводить засідання високого рівня за участі начальників генеральних штабів ЗС країн-членів. Як правило, два з них відбуваються штаб-квартирі НАТО в Брюсселі, а одне — на ротаційній основі в одній з країн НАТО як неформальна конференція Військового комітету.
Крім засідань на рівні НАТО, для обговорення питань військової співпраці Військовий комітет проводить регулярні засідання за участі представників країн-членів Ради євроатлантичного партнерства і учасників програми «Партнерство заради миру» один раз на місяць на рівні національних військових представників і двічі на рік на рівні начальників генеральних штабів. Окрім того, регулярно проводяться засідання з Військовим комітетом Європейського Союзу, з 2004 року — з партнерами по «Середземноморському діалогу». Військовий комітет також проводить засідання в різних форматах в рамках Ради Росія-НАТО, Комісії Україна-НАТО, Комісії Грузія-НАТО.

## Голови Військового комітету з дня створення ВК
1. генерал армії Омар Н. Бредлі (з 1949 по 1951 роки);
2. генерал-лейтенант Етьєн Баель (з 1951 по 1952 роки);
3. генерал-лейтенант Чарльз Фоулкс (з 1952 по 1953 роки);
4. адмірал Е. Й. К. Кістгард (з 1953 по 1954 роки);
5. генерал Огюстен Гійом (з 1954 по 1955 роки);
6. генерал Стіліанос Палліс (з 1955 по 1956 роки);
7. генерал Джузеппе Манчінеллі (з 1956 по 1957 роки);
8. генерал Бенжамін Гассельман (з 1957 по 1958 роки);
9. генерал Бьярне Оен (з 1958 по 1959 роки);
10. генерал Белеза Ферраш (з 1959 по 1960 роки);
11. генерал Рюштю Ердельгум (1960 рік);
12. адмірал Луїс Маунтбеттен (з 1960 по 1951 роки);
13. генерал Ліман Лемніцер (з 1961 по 1962 роки);
14. генерал Шарль П. де Кюмон (з 1962 по 1963 роки);
15. генерал Адольф Гойзінгер (з 1963 по 1964 роки);
16. генерал Шарль П. де Кюмон (з 1964 по 1968 роки);
17. адмірал Найджел Гендерсон (з 1968 по 1971 роки);
18. генерал Йоханнес Штейнхофф (з 1971 по 1974 роки);
19. адмірал Пітер Гілл-Нортон (з 1974 по 1977 роки);
20. генерал Герман Ф. Зейнер-Гундерсен (з 1977 по 1980 роки);
21. адмірал Роберт Г. Фоллс (з 1980 по 1983 роки);
22. генерал Корнеліс де Ягер (з 1983 по 1986 роки);
23. генерал Вольфганг Альтенбург (з 1986 по 1989 роки);
24. генерал Віглейк Ейде (з 1989 по 1993 роки);
25. маршал Річард Вінсент (з 1993 по 1996 роки);
26. генерал Клаус Науманн (з 1996 по 1999 роки);
27. адмірал Гвідо Вентуроні (з 1999 по 2002 роки);
28. генерал Гаральд Кужат (з 2002 по 2005 роки);
29. генерал Реймонд Ено (з 2005 по 2008 роки);
30. адмірал Джампаоло ді Паола (з 2008 по 2011 роки);
31. генерал Кнуд Бартельс (з 2011 по 2015 роки)
32. генерал Петр Павел (з 2015 по 2018 роки)
33. генерал Стюарт Піч (з 2018 по 2021 роки)
34. адмірал Роб Бауер (з 2021 по 2025 роки)
35. адмірал Джузеппе Каво Драгоне (з 2025 року)